# Olympique Béja
Olympique Béja is een Tunesische voetbalclub uit Béja. De club speelde in 1985 voor de eerste keer in de hoogste klasse en speelde daar intussen al meer dan 20 seizoenen. De beker van Tunesië werd in 1993 binnengehaald.

## Erelijst
- Beker van Tunesië (3x)
  - Winnaar: 1993, 2010, 2023
  - Finalist: 1995, 1998
- Tunesische Supercup (2x)
  - Winnaar: 1995, 2023

AS Gabès · AS Soliman · Club Africain · CA Bizertin · CS Sfaxien · ES Gafsa · Espérance Tunis · Espérance Zarzis · ES Métlaoui · Étoile Sahel · JS El Omrane · Olympique Béja · Stade Tunisien · US Ben Guerdane · US Monastir · US Tataouine